# 徳授寺
徳授寺（とくじゅじ）は、愛知県犬山市犬山南古券232にある臨済宗妙心寺派の寺院。山号は了義山。本尊は聖観世音菩薩。
柏庭宗松像が愛知県指定文化財（美術工芸品）。釈迦三尊像図、楊柳観音像図、蘆葉達磨図が犬山市指定文化財（絵画）、円空仏 聖観世音立像が犬山市指定文化財（彫刻）。本堂、位牌堂、玄関、鐘楼、山門が登録有形文化財。境内には学校法人徳授学園が運営する杉の子幼稚園がある。

## 歴史
文明8年（1476年）、柏庭宗松によって徳寿院として創建された。開山は桃隠玄朔。
天正12年（1584年）に羽柴秀吉軍と織田信雄・徳川家康連合軍が戦った小牧・長久手の戦いの際、森長可と池田恒興は徳授寺の殿堂や塔頭を借り受け、丹羽郡楽田村の茶臼山に布陣した。
1891年（明治24年）の濃尾地震では本堂が倒壊した。1896年（明治29年）には本堂が再建された。1934年（昭和9年）には位牌堂、玄関、鐘楼が建てられた。

## 文化財

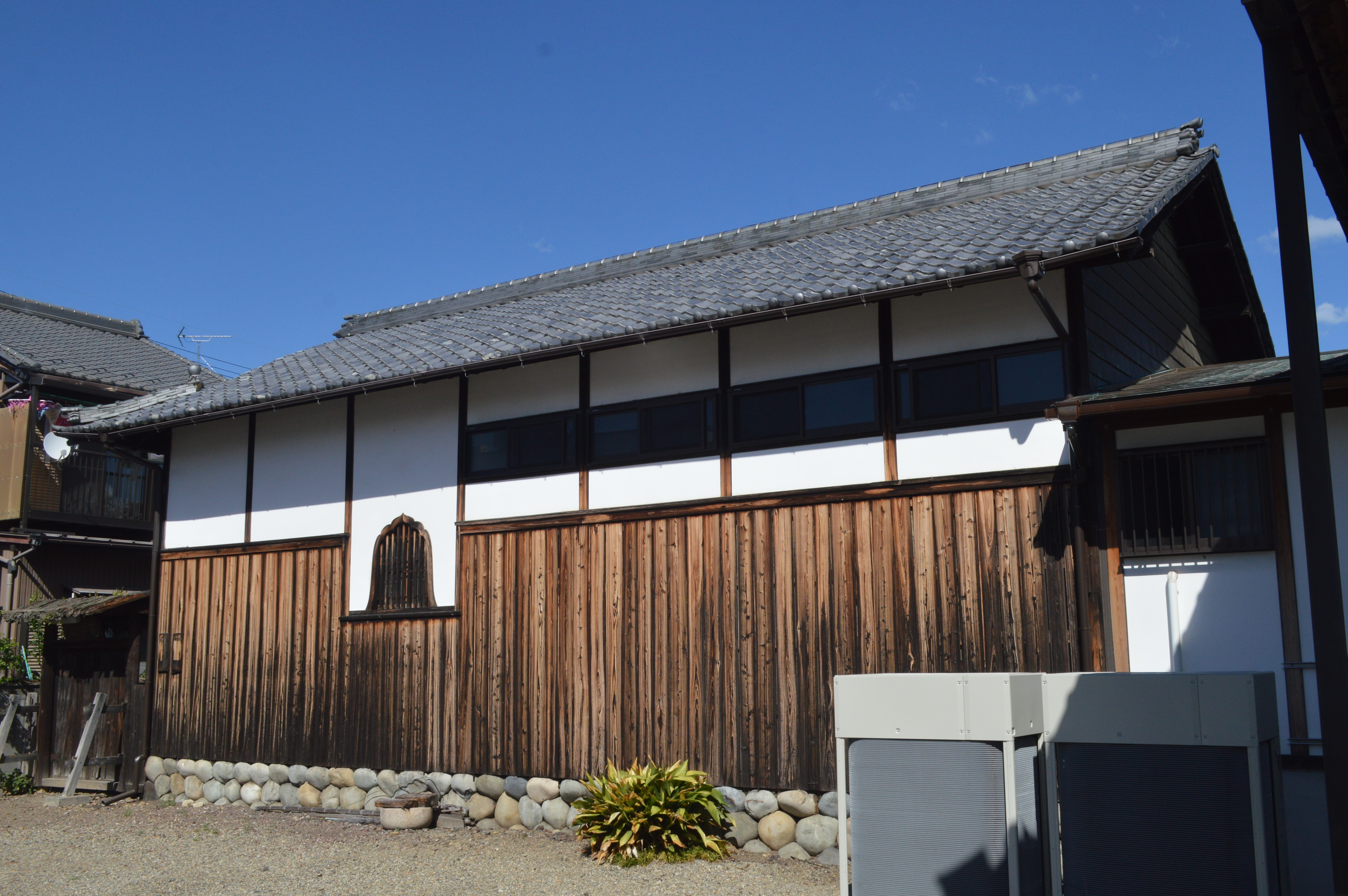
位牌堂

### 県指定文化財（美術工芸品）
- 柏庭宗松像
  - 縦107.7センチメートル、横49.0センチメートル[4]。禅僧である柏庭宗松の頂相（肖像画）[5]。作者は不詳だが、日本の絵画史において貴重な作品とされる[5]。
  - 室町時代の永正16年（1519年）の作[4]。2021年（令和3年）1月29日、愛知県指定文化財（絵画）に指定された[6]。

### 市指定文化財
- 釈迦三尊像図
  - 1985年（昭和60年）12月26日、犬山市指定文化財（絵画）に指定された[7]。
- 楊柳観音像図
  - 1985年（昭和60年）12月26日、犬山市指定文化財（絵画）に指定された[7]。
- 蘆葉達磨図
  - 1985年（昭和60年）12月26日、犬山市指定文化財（絵画）に指定された[7]。
- 円空仏 聖観世音立像
  - 1985年（昭和60年）12月26日、犬山市指定文化財（彫刻）に指定された[7]。

### 登録有形文化財
- 本堂
  - 入母屋造、桟瓦葺[3]。建築面積235平方メートル[3]。桁行15.1メートル、梁間14.2メートル[3]。境内奥に南面して建つ[3]。六間取形式の方丈型本堂である[3]。
  - 1896年（明治29年）竣工[3]。2006年（平成18年）改修[3]。2012年（平成24年）8月13日、登録有形文化財に登録された[3]。
- 位牌堂
  - 入母屋造及び切妻造、桟瓦葺[8]。建築面積69平方メートル[8]。桁行12.2メートル、梁間5.7メートル[8]。本堂の背後に接続し、内部の南側は位牌堂、北側は開山堂となっている[8]。
  - 1934年（昭和9年）竣工[8]。2006年（平成18年）改修[8]。2012年（平成24年）8月13日、登録有形文化財に登録された[8]。
- 玄関
  - 向唐破風造、桟瓦葺[9]。面積10平方メートル[9]。間口3.8メートル、奥行2.7メートル[9]。本堂と本堂東側の庫裏を結ぶ廊下に構える[9]。
  - 1934年（昭和9年）竣工[9]。2012年（平成24年）8月13日、登録有形文化財に登録された[9]。
- 鐘楼
  - 入母屋造、桟瓦葺、袴腰付[10]。建築面積26平方メートル[10]。境内南東部の亀甲石積の基壇上にある[10]。
  - 1934年（昭和9年）竣工[10]。2012年（平成24年）8月13日、登録有形文化財に登録された[10]。

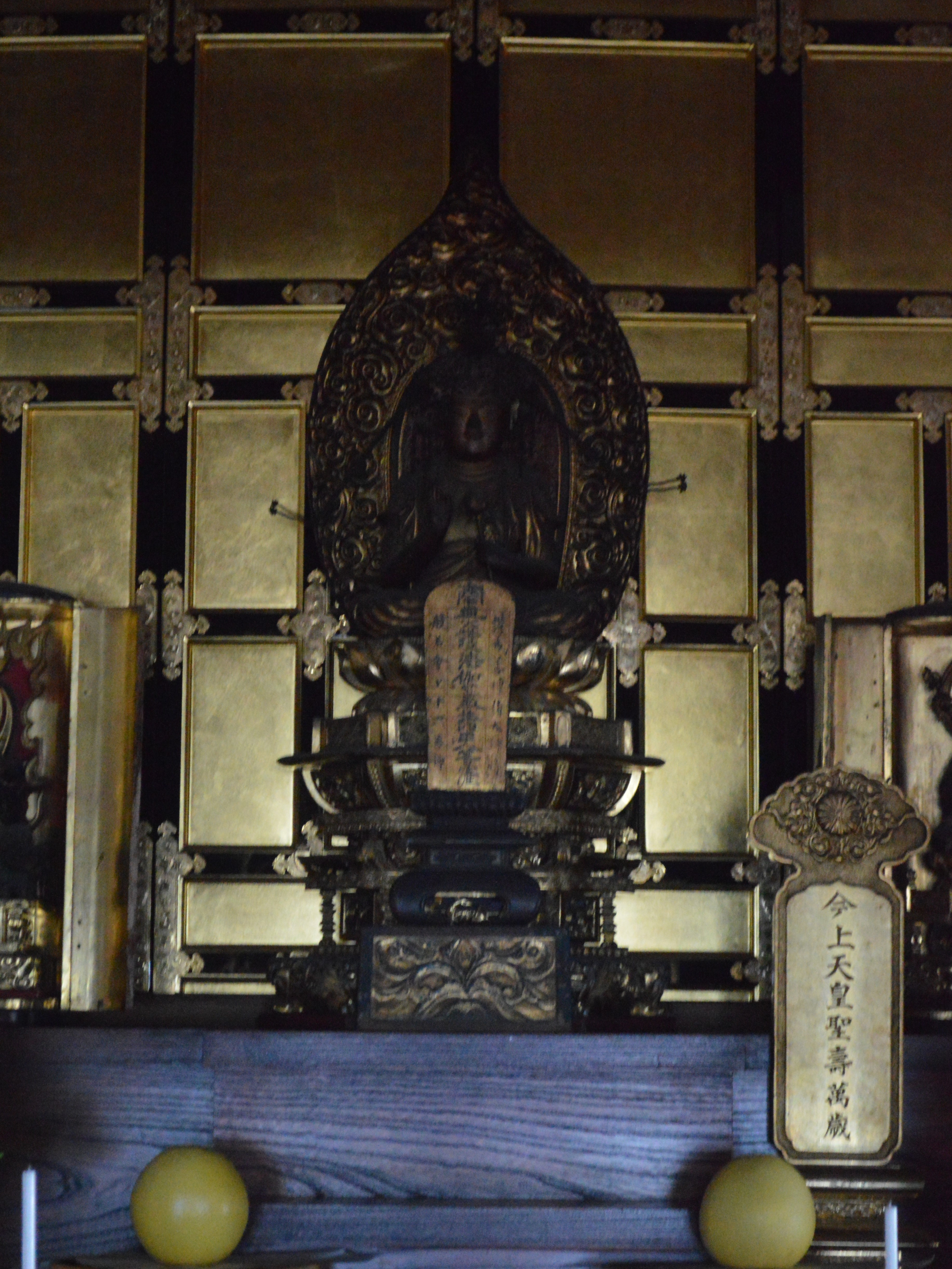
本尊
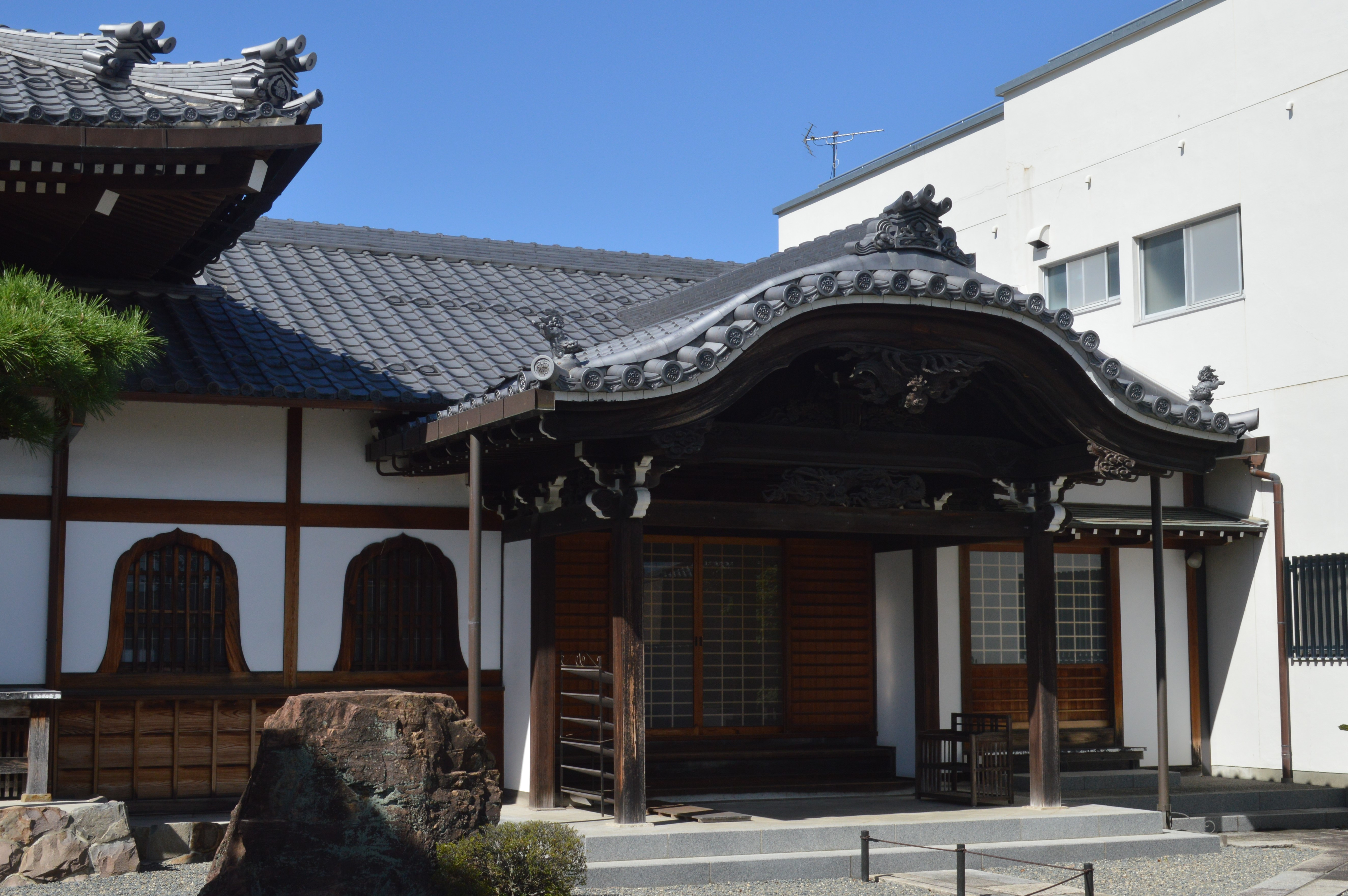
玄関
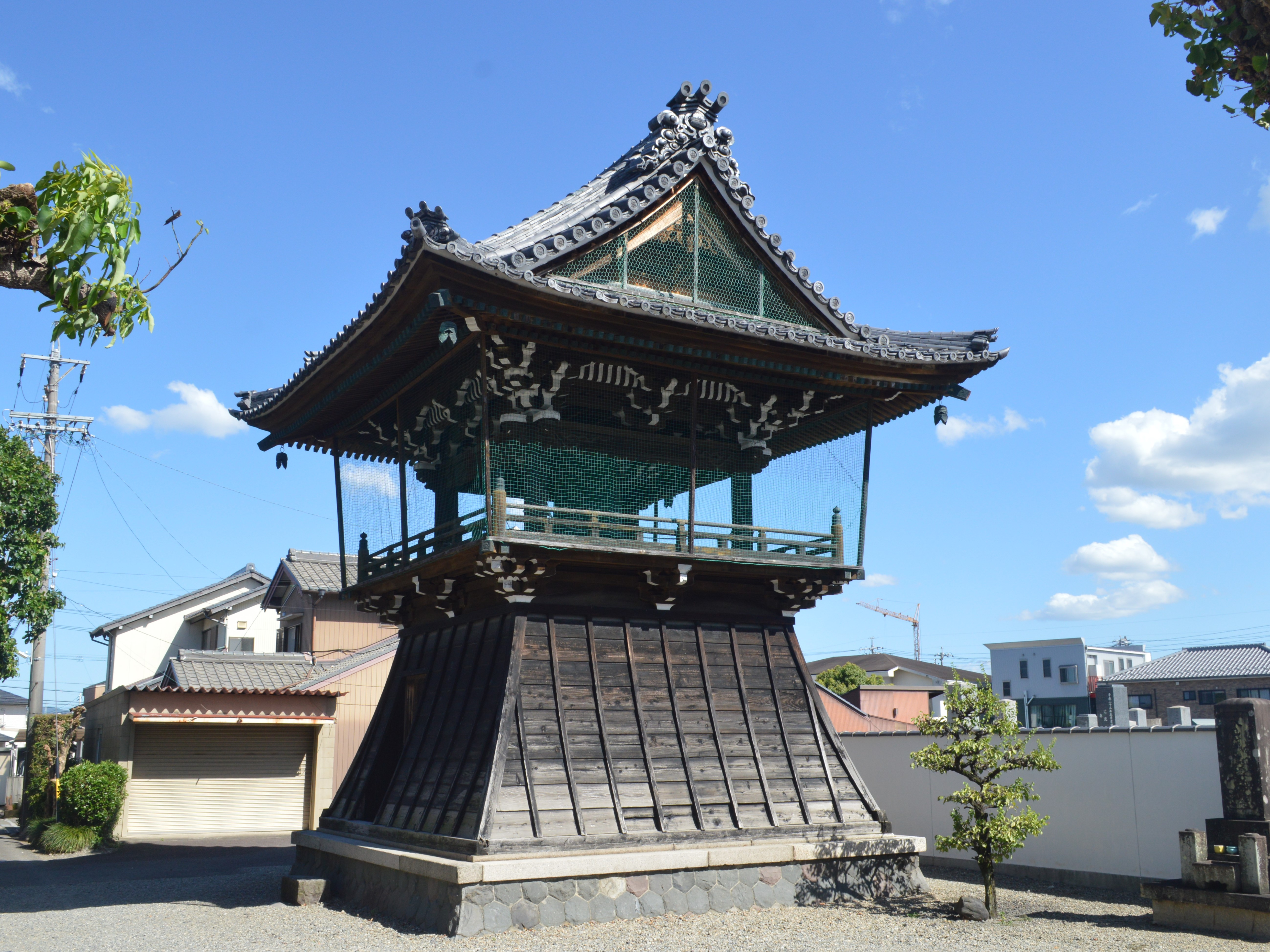
鐘楼
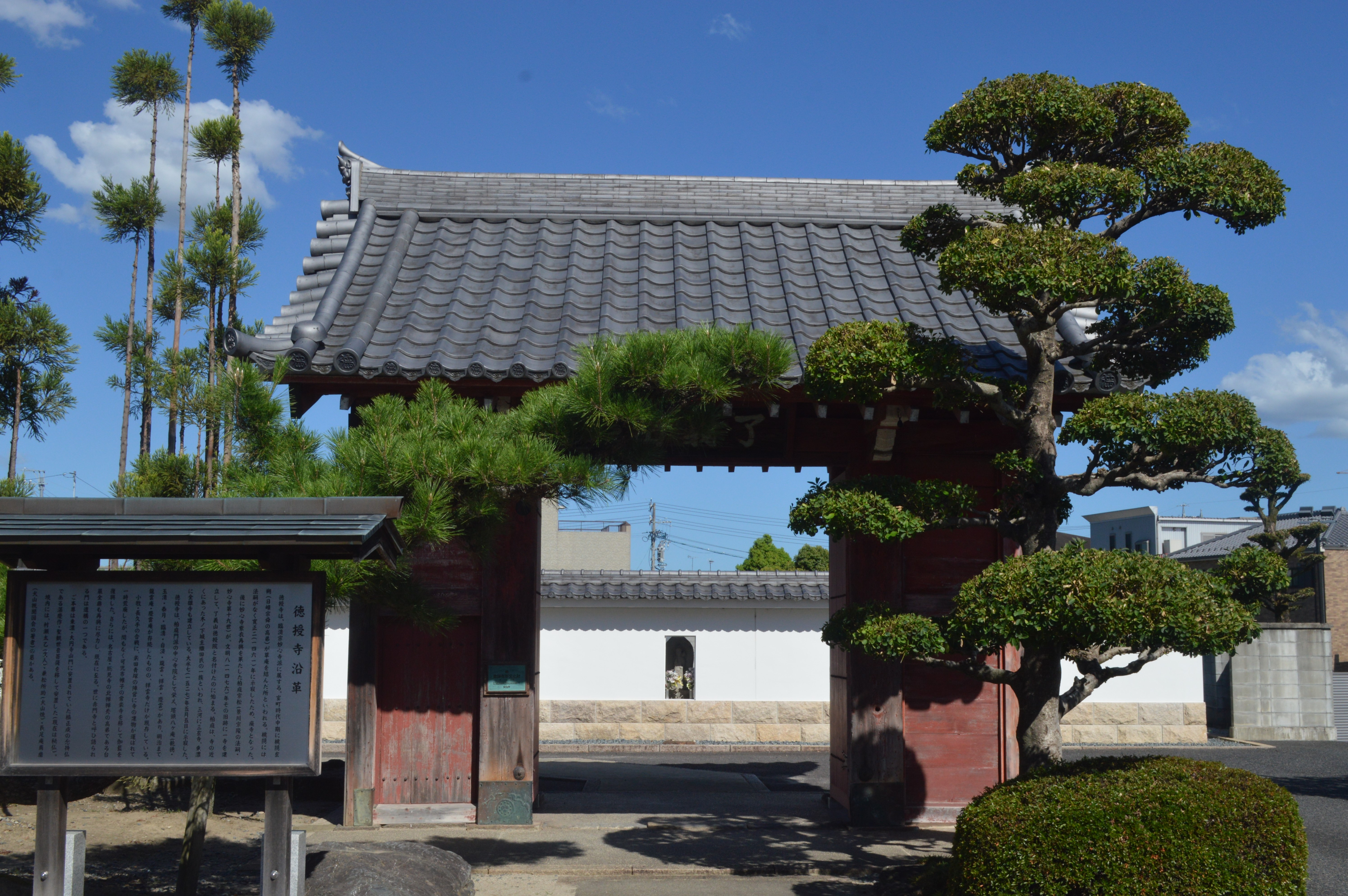
山門
  - 切妻造、桟瓦葺[11]。桁行2.8メートル、梁間1.8メートル、間口2.8メートル[11]。境内入口に建つ大型の薬医門[11]。板は赤色に塗られている[11]。
  - 江戸時代前期竣工[11]。2012年（平成24年）8月13日、登録有形文化財に登録された[11]。

- 本尊
- 玄関
- 鐘楼
- 山門

## 関連事項
徳授寺にある本尊は湛慶の作と伝わる木造玉眼の聖観音菩薩像で「濃州　岩村　大淵寺　山門の本尊」との伝承がある。大淵寺とは大圓寺の誤伝だと考えられる。